# Canton de Thizy
Ne doit pas être confondu avec Canton de Thizy-les-Bourgs.
Le canton de Thizy est une ancienne division administrative française, située dans le département du Rhône en région Rhône-Alpes.

## Communes du canton

### Avant 2013
- Bourg-de-Thizy
- Cours-La Ville
- La Chapelle-de-Mardore
- Mardore
- Marnand
- Pont-Trambouze
- Saint-Jean-la-Bussière
- Thizy

### 2013-2015
- Cours-La Ville
- Pont-Trambouze
- Saint-Jean-la-Bussière
- Thizy-les-Bourgs

## Histoire
Le canton comprend huit communes avant le 1er janvier 2013, date à laquelle cinq d'entre elles fusionnent pour donner naissance à la commune de Thizy-les-Bourgs. Il n'en comporte plus que quatre entre 2013 et 2015. Il disparaît à l'issue des élections départementales de mars 2015, qui voient le redécoupage cantonal du département. Il est englobé dans le canton de Thizy-les-Bourgs.

## Représentation

### Conseillers généraux de 1833 à 2015
| Période | Période          | Identité                      | Étiquette                                    | Qualité |
| ------- | ---------------- | ----------------------------- | -------------------------------------------- | --- |
| 1833    | 1867 (décès)     | Jean-Marie Suchel (1786-1867) |                                              | Propriétaire, fabricant, négociant, maire de Thizy |
| 1867    | 1869 (démission) | Pierre François Rejaunier     | Monarchiste                                  | Agriculteur, maire de Cublize Elu en 1869 dans le Canton d'Amplepuis |
| 1869    | 1870 (décès)     | Hippolyte Perras              | Bonapartiste                                 | Avocat à Lyon Député au Corps législatif (1863-1870) |
| 1870    | 1871             | Maurice Picard (1834-1876)    | Républicain                                  | Ingénieur des Arts et Manufactures, propriétaire à Cogny |
| 1871    | 1877             | Édouard Millaud               | Républicain                                  | Avocat puis magistrat Député (1871-1880) Sénateur (1880-1912) |
| 1877    | 1886             | Louis Sénac                   | Républicain Droite                           | Docteur-médecin Maire de Cours-la-Ville (1871-1886) |
| 1886    | 1892             | Gustave Champale              | Républicain                                  | Propriétaire, maire de Thizy (1884-1892) |
| 1892    | 1898             | Simon Désigaud                | Républicain                                  | Maire de Cours (1890-1901) |
| 1898    | 1910             | Louis Moncorgé                | Républicain                                  | Maire de Thizy (1896-1908) |
| 1910    | 1919             | Antoine Fustier               | Rad.                                         | Médecin, maire de Thizy (1908-1919) |
| 1919    | 1934             | Irénée Giraud                 | SFIO                                         | Négociant Sénateur (1927-1936) Maire de Cours (1912-1935), conseiller d'arrondissement |
| 1934    | 1940             | Gabriel Lhéritier             | PDP                                          | Médecin Maire de Cours (1935-1941) |
|         |                  |                               |                                              | |
| 1942    | 1945             | Claude Danière (1915-1983)    |                                              | Tisseur Maire de Bourg-de-Thizy (1940-1944) Nommé conseiller départemental en 1942 |
|         |                  |                               |                                              | |
| 1945    | 1949             | Joseph Dépierre               | SFIO                                         | Ouvrier du textile Maire de Bourg-de-Thizy (1947-1959), ancien conseiller d'arrondissement |
| 1949    | 1978 (décès)     | Henri Touzet (1905-1978)      | MRP puis CD                                  | Tisseur Maire de Cours (1959-1971) |
| 1978    | 2015             | Michel Mercier                | UDF puis MoDem puis Centriste puis FED (UDI) | Maître-assistant à Lyon Député (1993-1995) - Sénateur (1995-2009 et 2012-2017) Président du Conseil général (1990-2013) Maire de Thizy (1977-2001) puis de Thizy-les-Bourgs depuis 2013 Ministre (2009-2012) |

### Conseillers d'arrondissement (de 1833 à 1940)
| Période                                  | Période      | Identité                                  | Étiquette              | Qualité |
| ---------------------------------------- | ------------ | ----------------------------------------- | ---------------------- | --- |
| 1833                                     | 1847 (décès) | Philibert Moncorgé (1787-1847)            |                        | Juge de paix à Thizy                                                                                           |
|                                          |              |                                           |                        | |
| 1880                                     | 1886         | Pierre Marie Poizat-Coquard (1820-1897)   | Conservateur           | Industriel à Thizy                                                                                             |
| 1886                                     | 1892         | Pétrus Martin                             | Républicain            | Plâtrier à Mardore                                                                                             |
| 1892                                     | 1895         | Pierre Chaize                             | POF                    | Ouvrier passementier, ancien communard, adjoint au maire de Thizy                                              |
| 1895                                     | 1901         | Joannès Marius Chavanis (1852-1934)       | Républicain catholique | Cultivateur, maire de La Chapelle-de-Mardore                                                                   |
| 1901                                     | 1907         | Claude Marie Fanget-Burnichon (1853-1919) | Radical                | Industriel à Thizy                                                                                             |
| 1907                                     | 1910         | Victor Clément                            | Radical                | Industriel, conseiller municipal de Thizy                                                                      |
| 4 sep. 1910                              | 1919         | Irénée Giraud                             | Radical puis SFIO      | Négociant, maire de Cours-la-Ville                                                                             |
| 1919                                     | 1925         | M. Chigniet                               | Radical                | Conseiller municipal de Thizy                                                                                  |
| 1925                                     | 1930 (décès) | Albert Sotton                             | SFIO                   | Maire de Thizy (1925-1929)                                                                                     |
| 1930                                     | 1940         | Joseph Dépierre                           | SFIO                   | Ouvrier tisseur, conseiller municipal de Bourg-de-Thizy Déchu de tous ses mandats par le Gouvernement de Vichy |
| 1940                                     |              |                                           |                        | Les conseils d'arrondissement ont été suspendus par la loi du 12 octobre 1940 et n'ont jamais été réactivés    |
| Les données manquantes sont à compléter. |              |                                           |                        | |

## Évolution démographie
| 1962   | 1968   | 1975   | 1982   | 1990   | 1999   | 2006   | 2011   | 2012   |
| ------ | ------ | ------ | ------ | ------ | ------ | ------ | ------ | ------ |
| 16 518 | 16 034 | 15 143 | 14 105 | 12 898 | 12 000 | 11 721 | 11 857 | 11 824 |